# Delbrück
Delbrück – miasto w Niemczech, położone w kraju związkowym Nadrenia Północna-Westfalia, w rejencji Detmold, w powiecie Paderborn. W 2010 roku liczyło 30 047 mieszkańców.

## Osoby urodzone w Delbrück
- Johann von Sporck (1600-1679) – dowódca wojskowy, generał; urodził się w majątku Sporckhof w dawnej gminie Westerloh – dzisiaj w granicach dzielnicy Schöning